# 枋寮東龍宮
22°21′48″N 120°35′56″E / 22.363258°N 120.598828°E
枋寮東龍宮，是位於臺灣屏東縣枋寮鄉隆山村的廟宇，主祀神今視為田中綱常。

## 建立緣由
此廟建立緣由，是女子石界好一次參觀春日鄉古華村附近的蝙蝠洞後，夢見一名稱田中的日本軍人。她說夢見是在1988年，1990年開始擔任祂在人間的代言人。1995年，她自行出資購地，並獲得基隆建築界人士羅律煌捐助1000萬元，經2年興建。1998年11月廟宇落成，坐落於枋寮鄉隆山村僑德路199號。

## 主神身分

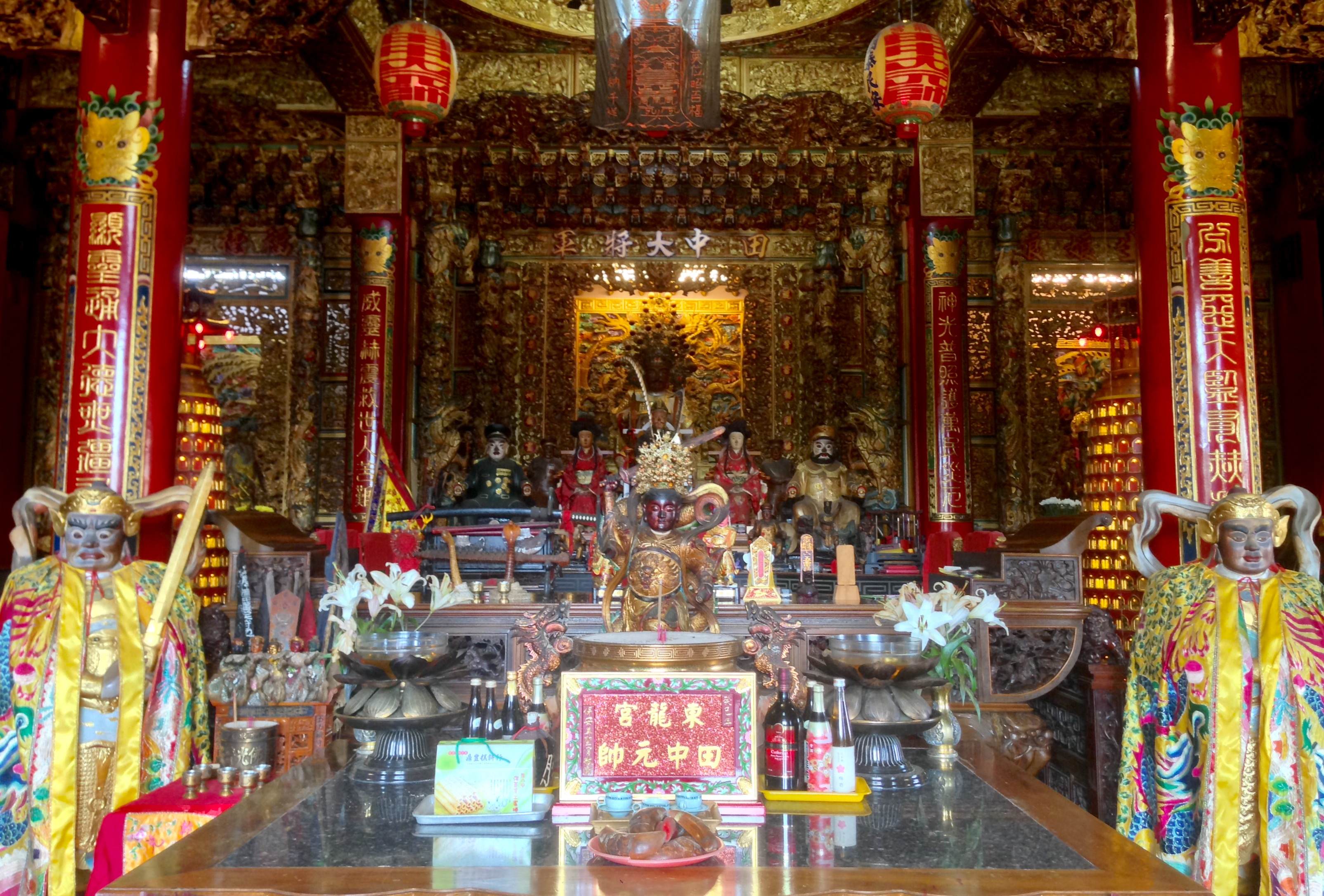
殿內神像

2001年採訪時，主神稱作「田中滬都」。在其神像前還有乃木希典、川山、四川等武將，旁邊還有稱為「中山奇美」、「良山秋子」穿日本和服的女性神像。2004年報導，住持石三界表示田中將軍是1828年在神戶出生，在軍中專門負責情報蒐集，1872年在與良山、中山及川山等進攻枋寮時戰死。
2010年代初，東龍宮告知田中綱常曾孫女田中祥子，東龍宮主神是田中綱常。2017年新聞時，宮主石己錞說，她夢見一個身著軍服的人，說他叫田中綱常，1842年生，很愛台灣要住在台灣，希望她幫忙蓋一座廟，她查證確有此人。當年4月29日，田中祥子來此拜訪，並且還有屏東縣縣長潘孟安、日台交流協會高雄事務所長中郡錦藏及土耳其駐台貿易辦事處代表艾瑞康都到場致意。

## 乃木希典
對於配祀神是乃木希典：石界好丈夫李丁貴表示，乃木希典和田中不同時代，日本人崇拜乃木，遂一併供奉；石己錞則講，乃木功名雖大過田中，但為其「後輩」，因此田中當時便指定要乃木當其「守護」。

## 外部連結
- 枋寮東龍宮的Facebook專頁

- 從田中綱常到田中將軍的人神蛻變 - 國史館臺灣文獻館